# 羅賴馬州
羅賴馬州（葡萄牙語：Roraima，葡萄牙語發音：[ʁoˈɾajmɐ]）是位於巴西北部的一個州。它與帕拉州和亞馬孫州接壤。它同時也與委內瑞拉和蓋亞那接壤。這個州既是巴西最北的一個州，又是最少人口的一個州。這個州的氣候是熱帶氣候，而它的平均溫度是26 °C。